# Unelcus
Unelcus is een kevergeslacht uit de familie van de boktorren (Cerambycidae). De wetenschappelijke naam van het geslacht werd voor het eerst geldig gepubliceerd in 1864 door Thomson.

## Soorten
Unelcus omvat de volgende soorten:
- Unelcus bolivianus Breuning, 1966
- Unelcus lineatus Bates, 1885
- Unelcus pictus Thomson, 1864